# San Polo Matese
San Polo Matese är en ort och kommun i provinsen Campobasso i regionen Molise i Italien. Kommunen hade 484 invånare (2018).